# 28118 Vaux
28118 Vaux este o planetă minoră (asteroid), cu un diametru de 2,662 km, din centura de asteroizi. A fost descoperită pe 17 septembrie 1998 la Stația Anderson Mesa de Lowell Observatory Near-Earth-Object Search. 
Obiectul prezintă o orbită caracterizată de o semiaxă mare de 2,1630699 UAi, o excentricitate de 0,21, o înclinație de 3,01918 ° în raport cu ecliptica.